# Сеньораж
Сеньоражът е печалбата, формирана от разликата между разходите за създаването на парична емисия и номиналната стойност на парите, получени от емисията. В средновековна Европа правото за сечене на пари е една от феодалните регалии на сеньорите.
Той представлява доход, присвояван от емитента на паричната емисия. Това обикновено е правителството, издаващо паричната емисия, или частни институции, каквито са Федералният резерв на САЩ и (до 1946 г.) Банката на Англия - британската централна банка.
Такъв доход при емитирането на хартиени и особено електронни пари може да достигне много големи размери. Ако разходите за отпечатване на 1 банкнота от 100 долара са примерно 10 цента, то сеньоражът е 99,90 долара на всяка отпечатана банкнота.